# Mainstream
Mainstream ([ˈmeɪnstriːm], englisch „Hauptströmung“) spiegelt den kulturellen Geschmack einer großen Mehrheit wider, den Massengeschmack der Massenkultur im Gegensatz zu Subkulturen oder dem ästhetischen Underground. Das entspricht dem Begriff Populärkultur und kann nach Antonio Gramsci als Konzept kultureller Hegemonie interpretiert werden.
Im Bereich der Medien wird der Begriff oft antagonistisch zum Begriff der Leitmedien verstanden, die für journalistische Qualität und selbstzugeschriebene Faktentreue stehen.

## Medialer Mainstream
Der Begriff Mainstream-Medien ist ein Kampfbegriff, um etablierte Medien als voreingenommen, links, staatsnah und konformistisch zu disqualifizieren.
Der Begriff Medialer Mainstream bezieht sich auf die Massenmedien, die als gedruckte Publikationen die höchsten Leserzahlen aufweisen oder, im Fall von Radio- und TV-Programmen, die höchste Einschaltquote. In neuerdings häufig als negativ betrachtetem Zusammenhang wird Medialer Mainstream so in Gegensatz zu „unabhängigen“, als Indie-Medien bezeichneten Veröffentlichungen gebracht. Vor allem das Internet und im Besonderen die Blogosphäre treten dem medialen Mainstream gerne entgegen. Kostenintensiver investigativer Journalismus wird von der kostengünstigeren Übernahme von Agenturmeldungen weitgehend abgelöst. Dabei werden Agenturmeldungen auch wörtlich übernommen oder im besten Fall noch umformuliert.
Der Medienwissenschaftler Uwe Krüger definiert Medien-Mainstream als einen „mehr oder weniger weitgehende(n) mediale(n) Konsens in bestimmten Fragen“, oder auch „als eine Anzahl von Themen und Meinungen, die in einem bestimmten Zeitraum in der Medienlandschaft dominier(en) und damit eine Hauptströmung oder eine Hauptrichtung“ bilden. In seiner Publikation Mainstream. Warum wir den Medien misstrauen aus dem Jahr 2016 arbeitet er die seiner Auffassung nach entscheidenden Ursachen für den angeblich durch Meinungsumfragen belegten Vertrauensverlust weiter Bevölkerungskreise in die Mainstream-Medien heraus. Deutlich geworden sei dieser Vertrauensverlust seiner Auffassung nach während der Ukraine-Krise. Vielen Rezipienten, auch bestärkt durch rechte und russische Propaganda, fiele eine Einseitigkeit und Homogenität der Berichterstattung auf. Auf die Kritik „auch namhafter Persönlichkeiten aus Politik und Publizistik“ hätten die Medien mit Abwehr und Diffamierung reagiert und so die Vertrauenskrise weiter verstärkt. Es sei notwendig, mit Empathie für beide Seiten, den Medien die Außensicht ihrer Rezipienten und den Medienkritikern die medialen Arbeitsprozesse zu vermitteln, und dabei zu verstehen, „wie in einer freiheitlichen und pluralistischen Demokratie medialer Gleichklang zustande kommen kann.“ Krüger sieht die Sozialisations- und Arbeitsbedingungen von Journalisten, die informellen kommunikativen Prozesse innerhalb der Medien so wie die Abhängigkeiten und Einflüsse zwischen den Medien, der Gesellschaft und der Politik „auf einer öffentlich nicht sichtbaren politisch-medialen Hinterbühne“.

## Mainstream in der Popkultur
Der Begriff Mainstream wird in der Popkultur als Abgrenzung zum Independent und entsprechenden Subkulturen verwendet. Er kann von Kritikern des Mainstreams verwendet werden, die damit auch ihre Abneigung oder Gleichgültigkeit ausdrücken und sich einer Subkultur abseits des Mainstreams zugehörig fühlen, wie etwa „Hipster“. Besonders als Teilwort (Mainstream-Rock, Mainstream-Kino, Mainstream-Radio („Dudelfunk“)) verwendet, kann es negativ behaftet sein, was allerdings nicht unbedingt der Fall sein muss. Diese Form des Kulturpessimismus sieht besonders im Bereich Musik und Film (Blockbuster), dass sich „der“ Mainstream immer mehr durchsetze, was eventuell Mitursache von sinkenden Umsatzzahlen der Musikindustrie sei. Diese Kritiker beobachten auch, dass Künstler, die jenseits des Mainstreams agieren, weniger Chancen haben, im Radio und Fernsehen präsentiert zu werden.

## Weitere Verwendung
Der Begriff findet sich auch in Bereichen wie Gesellschaft, Politik und Wissenschaft. Viele alternativ-reformistisch gesinnte Menschen und die Neuen Sozialen Bewegungen kritisieren vor allem den „gedanklichen Mainstream“; abwertend kann das auch als Gegenteil von Individualismus verwendet werden.
Die Idee, dass der „gedankliche Mainstream“ beeinflusst werden kann, führt auch zu Gender-Mainstreaming, Disability Mainstreaming, Family Mainstreaming, Cultural Mainstreaming, zusammengefasst als „Mainstreaming Biodiversity“. „Mainstreaming“ kann auf verschiedenen politischen und gesellschaftlichen Ebenen wirken. Auch das Konzept des Aktiven Alterns kann als eine Form des Mainstreamings verstanden werden.